# Association sportive Adema Analamanga
 (août 2016).
Si vous disposez d'ouvrages ou d'articles de référence ou si vous connaissez des sites web de qualité traitant du thème abordé ici, merci de compléter l'article en donnant les références utiles à sa vérifiabilité et en les liant à la section « Notes et références ».
Pour les articles homonymes, voir Adema.
Maillots
L'Association sportive Adema Analamanga, appelée plus couramment l'AS Adema, est un club de football malgache, basé à Antananarivo et fondé en 1955.

## Histoire
Ce club détient le record de buts inscrits lors d'un match de football. C'était lors du match AS Adema - SO de l'Émyrne en 2002 qui s'est soldé par une victoire 149-0, ce qui constitue un record mondial. Le SOE décide, lors de cette rencontre, de marquer tous ses buts contre son camp pour protester contre une décision d'arbitrage.
L'équipe passe inaperçue entre 2002 et 2006 à la suite du départ des membres titulaires.

## Identité du club

### Maillot
Les équipes masculines et féminines sont, depuis 2019, habillées par l'équipementier sportif malgache Nino Design pour une durée de deux saisons.

## Palmarès
- Championnat de Madagascar
  - Champion : 2002, 2006, 2012, 2021

- Coupe de Madagascar
  - Vainqueur : 2007, 2008, 2009, 2010
  - Finaliste : 2012, 2013, 2014, 2015

- Supercoupe de Madagascar
  - Vainqueur : 2006, 2009